# S/2003 J 2
S/2003 J 2 este un satelit retrograd neregulat al lui Jupiter .Satelitul a fost descoperit pe 5 februarie 2003 de o echipă de astronomi de la Universitatea din Hawaii condusă de Scott S. Sheppard⁠(d) și David C. Jewitt⁠(d), iar ulterior a fost anunțat pe 4 martie 2003.   Inițial s-a crezut că este cel mai exterior satelit cunoscut al lui Jupiter, până când observațiile de recuperare au infirmat acest lucru în 2020. 
S/2003 J 2 are un diametru de aproximativ 2 kilometri și orbitează în jurul lui Jupiter la o distanță medie de aproximativ 20.600.000 de kilometri (20,6 gigametri (0,138 AU)) în aproximativ 600 de zile, la o înclinație de aproximativ 149° față de ecliptică și cu o excentricitate de 0,28. Inițial, sa presupus că satelitul face parte din grupul Pasiphae, dar acum se știe că face parte din grupul Ananke după ce a fost recuperat în 2020.

S/2003 J 2 și câteva stele și galaxii strălucitoare de fundal fotografiate de CFHT în aprilie 2003

Satelitul a fost considerat pierdut     până în 2020, când a fost recuperat de Sheppard și independent de astronomul amator Kai Ly.  Recuperarea satelitului a fost anunțată de Minor Planet Center pe 26 ianuarie 2021. 